# MBCニューストゥデイ
『MBCニューストゥデイ』（朝: MBC 뉴스투데이 、英: MBC NEWS TODAY）は、MBCで平日朝6時、土曜日の朝7時に放送される文化放送の朝の総合ニュース番組である。

## 放送時間
現在放送時間は2020年 5月25日からを基準とする。
| 放送チャンネル | 放送期間                         | 放送時間                                                                                     |
| -------------- | -------------------------------- | -------------------------------------------------------------------------------------------- |
| MBC TV         | 1981年 5月25日〜1981年 12月13日  | 月曜日〜土曜日の朝7時〜7時50分（50分） 日曜日の朝7時〜8時（1時間）                           |
| MBC TV         | 1981年 12月14日〜1982年 2月14日  | 月曜日〜土曜日の朝7時〜7時40分（40分） 日曜日の朝7時〜8時（1時間）                           |
| MBC TV         | 1982年 2月15日〜1982年 10月17日  | 毎朝7時〜7時40分（40分）                                                                     |
| MBC TV         | 1982年 10月18日〜1983年 6月26日  | 月曜日〜土曜日の朝7時〜7時40分（40分） 日曜日の朝7時〜7時30分（30分）                        |
| MBC TV         | 1983年 6月27日〜1983年 10月2日   | 月曜日〜土曜日の朝7時〜7時40分（40分） 日曜日の朝7時20分〜8時（40分）                        |
| MBC TV         | 1983年 10月3日〜1984年 4月8日    | 月曜日〜土曜日の朝7時〜7時50分（50分） 日曜日の朝7時20分〜8時（40分）                        |
| MBC TV         | 1984年 4月9日〜1987年 4月5日     | 月曜日〜土曜日の朝7時〜7時45分（45分） 日曜日の朝7時20分〜8時（40分）                        |
| MBC TV         | 1987年 4月6日〜1987年 5月15日    | 月曜日〜土曜日の朝7時〜7時40分（40分） 日曜日の朝7時〜7時20分（20分）                        |
| MBC TV         | 1987年 5月16日〜1991年 4月20日   | 月曜日〜土曜日の朝7時〜7時40分（40分）                                                       |
| MBC TV         | 1991年 4月22日〜1993年 5月22日   | 月曜日〜土曜日の朝6時〜8時（2時間）                                                          |
| MBC TV         | 1993年 5月24日〜1995年 4月15日   | 月曜日〜土曜日の朝6時〜7時40分（1時間40分）                                                  |
| MBC TV         | 1997年 5月19日〜1997年 10月18日  | 月曜日〜土曜日の朝6時〜7時40分（1時間40分）                                                  |
| MBC TV         | 1995年 4月17日〜1997年 3月1日    | 月曜日〜土曜日の朝6時〜7時50分（1時間50分）                                                  |
| MBC TV         | 1997年 10月20日〜2000年 5月13日  | 月曜日〜土曜日の朝6時〜7時50分（1時間50分）                                                  |
| MBC TV         | 2000年 5月15日〜2000年 10月28日  | 月曜日〜土曜日の朝6時30分〜8時（1時間30分）                                                  |
| MBC TV         | 2000年 10月30日〜2001年 4月21日  | 平日の朝6時〜7時50分（110分） 土曜日の朝6時〜7時45分（1時間45分）                            |
| MBC TV         | 2001年 4月23日〜2001年 8月18日   | 平日の朝6時〜7時50分（110分） 土曜日の朝6時〜7時40分（1時間40分）                            |
| MBC TV         | 2001年 8月20日〜2002年 3月30日   | 平日の朝6時〜7時40分（100分） 土曜日の朝6時〜7時30分（1時間30分）                            |
| MBC TV         | 2002年 4月1日〜2003年 11月1日    | 平日の朝6時〜8時（2時間） 土曜日の朝6時〜7時30分（1時間30分）                                |
| MBC TV         | 2003年 11月3日〜2006年 4月29日   | 平日の朝6時〜8時（2時間） 土曜日の朝6時〜7時35分（1時間35分）                                |
| MBC TV         | 2006年 5月1日〜2009年 11月21日   | 平日の朝6時〜7時50分（1時間50分） 土曜日の朝6時〜7時35分（1時間35分）                        |
| MBC TV         | 2009年 11月23日〜2010年 7月17日  | 平日の朝6時〜7時50分（1時間50分） 土曜日の朝6時〜7時25分（1時間25分）                        |
| MBC TV         | 2010年 7月19日〜2016年 4月2日    | 平日の朝6時〜7時50分（1時間50分） 土曜日の朝6時〜7時30分（1時間30分）                        |
| MBC TV         | 2016年 10月31日〜2017年 4月7日   | 平日の朝6時〜7時50分（1時間50分） 土曜日の朝6時〜7時30分（1時間30分）                        |
| MBC TV         | 2018年 3月26日〜2020年 5月23日   | 平日の朝6時〜7時50分（1時間50分） 土曜日の朝6時〜7時30分（1時間30分）                        |
| MBC TV         | 2016年 4月4日〜2016年 10月29日   | 平日の朝6時〜7時50分（1時間50分） 土曜日の朝6時〜7時10分（1時間10分）                        |
| MBC TV         | 2017年 4月10日〜2017年 9月27日   | 平日の朝6時〜7時50分（1時間50分） 土曜日の朝6時〜7時10分（1時間10分）                        |
| MBC TV         | 2017年 12月26日〜2018年 3月24日  | 平日の朝6時〜7時50分（1時間50分） 土曜日の朝6時〜7時10分（1時間10分）                        |
| MBC TV         | 2017年 9月28日〜2017年 12月12日  | 平日の朝7時〜7時20分（20分） 土曜日の朝6時50分〜7時10分（20分）                              |
| MBC TV         | 2017年 12月13日〜2017年 12月25日 | 平日1部朝6時〜6時20分（20分） 平日2部の朝7時〜7時20分（20分） 土曜日の朝7時〜7時10分（10分） |
| MBC TV         | 2020年 5月25日〜現在             | 平日の朝6時〜7時50分（1時間50分） 土曜日の朝7時〜7時20分（20分）                             |

## コーナー

### MBCニュース今日1部オープニング
イフィジュンアナウンサーㅣジョンダフイアナウンサー

### 今日の主なニュース
イフィジュンアナウンサーㅣジョンダフイアナウンサー

### 天気
バクハミョン気象キャスター

### MBCニューストゥデイ2部のオープニング
イフィジュンアナウンサーㅣジョンダフイアナウンサー

### 今日の主なニュース
イフィジュンアナウンサーㅣジョンダフイアナウンサー

### ニュース開い表示
イフィジュンアナウンサーㅣジョンダフイアナウンサー

### 株式市場のインタビュー
グァクヒョンス新韓金融投資部長

### 今日の課題フリック
金スサンレポーター

### ニュースタッチ
私ライトレールフリーアナウンサー

### ファンソンスクの健康的な朝食
ファンソンスクアナウンサー

### この視覚世界の
ギムジュンサンアナウンサー

### 新鮮な経済
ジョンダフイアナウンサー

### 天気
バクハミョン気象キャスター

### 今日の主なニュース
イフィジュンアナウンサーㅣジョンダフイアナウンサー

### 教育格差の解消プロジェクトエデュコック
ユンユングEBS入試代表講師

### 国民の財布守護プロジェクト経済すっぽり
イソンイル記者

### この視覚世界の
ギムジュンサンアナウンサー

### 14F
川ダソムアナウンサー
イ・ヨンウンアナウンサー

### スマートリビング
チョン・スルギアナウンサー
アンジュフイアナウンサー

### 天気
バクハミョン気象キャスター

### MBCニューストゥデイ2部クロージング
イフィジュンアナウンサーㅣジョンダフイアナウンサー

### MBCニュース今日のオープニング
ガンジェヒョンアナウンサー

### 今日の主なニュース
ガンジェヒョンアナウンサー

### 天気
バクハミョン気象キャスター

### MBCニューストゥデイクロージング
ガンジェヒョンアナウンサー

## アンカー

### 現在アンカー

#### 平日
- イフィジュン（南） -文化放送のアナウンサー
- ジョンダフイ（女） -文化放送のアナウンサー

#### 土曜日
- ガンジェヒョン（南） -文化放送のアナウンサー

## タイトル変遷
現在のタイトルは、2017年 12月26日からを基準とする。
| ライダー | タイトル                          | 放送期間                        |
| -------- | --------------------------------- | ------------------------------- |
| 1期      | MBCニュースショー                 | 1981年 5月25日〜1984年 10月21日 |
| 2期      | ここMBC                           | 1984年 10月22日〜1991年 4月20日 |
| 3期      | MBCニュースワイド                 | 1991年 4月22日〜1995年 4月15日  |
| 4期      | MBCニュース今日                   | 1995年 4月17日〜1996年 10月19日 |
| 5期      | MBCニュースグッドモーニングコリア | 1996年 10月21日〜1999年 4月24日 |
| 6期      | MBCの朝のニュース2000             | 1999年 4月26日〜2000年 5月13日  |
| 7期      | ピザの朝1、第2部                  | 2000年 5月15日〜2000年 10月28日 |
| 8基      | MBCの朝のニュース                 | 2000年 10月30日〜2002年 3月30日 |
| 9期      | MBCニュース今日                   | 2002年 4月1日〜2017年 12月8日   |
| 10期     | MBCニュース                       | 2017年 12月9日〜2017年 12月25日 |
| 11期     | MBCニュース今日                   | 2017年 12月26日〜現在           |

## 放送休止の理由
- 2017年 9月30日から10月9日までMBC民主労総所属言論労組ストライキと秋夕連休のため、欠放された。

## ローカル局プログラム
ローカル局で平日には7時20分頃から、次の地域ニュースを放送する。
- 江原（春川及び江原嶺東及び円周）、忠清北道忠州、麗水、慶南パールなどを除いた残りの地域は、本社のクロージングコメントを放送せずに、独自の終える。（ただし、MBC忠清北道は清州は、独自のエンディング、忠州は本社エンディングを送出し、MBC慶南は昌原本部は月〜木は、独自のエンディング、金曜日は本社ニュースエンディング、真珠本部は全曜日本社エンディングを送出する。）
- 忠清北道地域はウォルヨイルルル除いて火曜日〜金曜日のみの放送
- 各地域放送局は「MBCニューストゥデイ」、「私たちのリズム私たちの文化」、「出発ビデオ旅行スペシャル」などの放送かを出す。

| 放送局                                                    | プログラムのタイトル                    | 司会者                           |
| --------------------------------------------------------- | --------------------------------------- | -------------------------------- |
| 大邱MBC TV                                                | MBCニューストゥデイ大邱・慶北           | イ・ドンフン、ギムヒェスク       |
| 浦項MBC TV                                                | 浦項MBCニューストゥデイ                 | 章ヘリン                         |
| 安東MBC TV                                                | MBCニュース今日慶                       | 手優し                           |
| 光州MBC TV                                                | MBCニュース今日光州・全南               | ギムヅシク、イ・ユジン           |
| 木浦MBC                                                   | MBCニューストゥデイ木浦・全南           | イ・ジヨン                       |
| 麗水MBC                                                   | MBCニュース今日全南東部圏               | バクソンオン                     |
| 釜山MBC                                                   | MBCニュース今日釜山                     | ソジョンモ、アンフイソン         |
| MBC慶南昌原TV MBC慶南真珠TV                               | MBCニュース今日慶南                     | ベクグンゴン、ベクユルフイ       |
| 蔚山MBC                                                   | MBCニュース今日蔚山                     | イグァンヨル、パク・ソンウン     |
| 春川MBC TV 円周MBC TV MBC江原嶺東江陵TV MBC江原嶺東三陟TV | MBCニュース今日江原                     | ユンジンヨル                     |
| MBC忠清北道清州TV MBC忠清北道忠州TV                       | MBCニュース今日、忠清北道               | ジョヒェソン                     |
| 大田MBC TV                                                | MBCニューストゥデイ大戦・世宗・忠南     | ファンソンウォン、ジョミンギョン |
| 全州MBC TV                                                | MBCニュース今日ジョンブクグォンニュース | イチュンフン                     |
| 済州MBC TV                                                | MBCニュース今日済州                     | ジャンインジョン                 |

## 概要
- 本来MBCニューストゥデイというタイトルの朝のニュース番組は、2002年 4月1日からの現在のプログラムに加えて、1995年 4月17日春の改編から1996年 10月19日秋の改編までソン・ソッキ、チェユルミアナウンサーが進行を引き受けて放送したことがあった。
- 放送途中にアンカーの面で水滴が落ち、アナログ（時針/分針）形式の時計が表示されるCG映像が現れた。映像と同時に木琴音と'00時00分です。」という告知コメントが一緒に現れた。
- MBCニュース今日は、2000年 10月30日から放送していたMBCの朝のニュースでタイトルのみを変更して、2002年 4月1日からプログラム名をMBCニューストゥデイに変え、現在まで続いている。
- 朝のニュースでニュース今日のプログラム名だけ変わったので、司会者とOPシグナルは全く変動がありませんでしたし、アンカーが何度変わった。2004年 4月5日からは朝のニュースの頃から使っていたニュースのシグナルまで変わってOPは2012年 6月23日までに、EDは2012年 7月2日までの8年3ヶ月の間のシグナルを維持した。その後ト長調シグナルを2012年 6月25日から一週間OPに使用している途中長調洋風シグナルを2012年 7月3日から2014年 8月26日までの2年1ヶ月の間OPと2部ED（第1部EDは短調シグナルを使用）に使用されており、第1部EDシグナルは2020年 6月26日までに、2部EDシグナルは2020年 6月27日までの8年間使用された。以後2014年 8月27日から長調同フォームシグナルをOPに使って2017年 9月27日までの3年1ヶ月の間に使用して2017年 12月26日から長調洋風リメイクシグナルをOPに使って2020年 6月27日までの2年6ヶ月の間に使用して2020年 6月29日からパッヘルベルのカノン変奏曲をロックに活用したシグナルをOPに使用しており、短調テクノシグナルをEDに使用している。2020年 6月26日まで使用していた1部EDシグナルは、2015年 1月2日からKBSニュース7中間OP音楽で使用している。
- 2017年 4月15日から土曜日放送分だけ手話放送を開始し、MBCのストライキのために2017年9月23日土曜日放送分の手話放送が中断されたが、2017年12月30日から土曜日放送分の手話放送が再開され、2019年7月13日土曜日放送分の水鱼放送が廃止された。

## 議論
- 民主労総所属の言論労組が主導したMBCゼネストが行われていた2017年 9月27日、MBC報道局ニュース制作スタッフが言論労組のゼネストにより大幅に減少してみましょうMBCニューストゥデイとMBCイブニングニュースの録画放送で制作するという方針を明らかにした。これ二ニュース番組に出演していたレポーター、作家、フリーアナウンサーなど10人が集団で退社する事件が起きたが、「MBC側がニュースのアイデンティティを揺るがす事前製作ニュースまで強行したことについて放送としてこれ以上は我慢できない」という意味を明らかにしたことが分かった。